# Хара, Джованни
Джованни Гранадос Хара (исп. Geovanny Granados Jara; род. 20 июля 1969, Пунтаренас, Коста-Рика) — коста-риканский футболист, защитник.

## Биография
Бо́льшую часть своей футбольной карьеры Джованни Хара провёл в одном из сильнейших коста-риканских клубов — «Эредиано», за который он отыграл 422 матча, став третьим среди рекордсменов по числу матчей за команду после Хермана Чавварии и Марвина Обандо. В конце карьеры Хара выступал за ряд других местных клубов, в числе которых был «Пунтаренас».

## Сборная
За сборную Коста-Рики Хара дебютировал в 1990 году перед началом Чемпионата мира. Защитник попал в заявку «тикос» на мундиаль в Италию, однако на нём он оставался в запасе. Позднее Хара вместе с национальной командой выступал на Кубке Америки 1997 года в Колумбии. В 2002 году защитник после долгого перерыва попытался вернуться в сборную перед азиатским Чемпионата мира и даже сыграл в товарищеском матче против сборной Марокко. Однако главный тренер «тикос» и Алешандре Гимарайнс не взял защитника на турнир. Всего за сборную Хара провел 11 матчей.
В 1992 году Джованни Хара входил в состав сборной Коста-Рики на Чемпионате мира по мини-футболу.

## Достижения

### Клубные
- Чемпион Коста-Рики (1): 1992/1993.

### Международные
- Обладатель Кубка наций Центральной Америки (1): Коста-Рика 1999

## Семья
Старший брат Джованни — Клаудио Хара также выступал за сборную Коста-Рики. Вместе они были в заявке на Чемпионате мира 1990 года. Сын защитника — Мириам Гранадос — тоже стал футболистом.